# 솔고개로
솔고개로(Solgogae-ro)는 충청북도 충주시 주덕읍 주덕오거리에서  충청북도 충주시 노은면 신호사거리를 잇는 도로이다.

## 주요 경유지
충청북도
- 충주시 (주덕읍 . 노은면)

## 노선
| 이름         | 접속 노선                                  | 소재지 | 소재지 | 비고 |
| ------------ | ------------------------------------------ | ------ | ------ | ---- |
| 주덕오거리   | 국도 제36호선 (충청대로) 신덕로)           | 충주시 | 주덕읍 |      |
| 주덕교       |                                            | 충주시 | 주덕읍 |      |
| 장고개       |                                            | 충주시 | 주덕읍 |      |
| 지내교       |                                            | 충주시 | 주덕읍 |      |
| 여우고개     |                                            | 충주시 | 주덕읍 |      |
| 덕련교       |                                            | 충주시 | 주덕읍 |      |
| 신효1 교차로 | 국가지원지방도 제82호선 (신니~노은간 도로) | 충주시 | 노은면 |      |
| 신효삼거리   | 감노로                                     | 충주시 | 노은면 |      |